# 第6施設大隊
第6施設大隊（だいろくしせつだいたい、JGSDF 6th Engineer Battalion(Combat)））は、陸上自衛隊神町駐屯地（山形県東根市）に駐屯する第6師団隷下の施設科部隊である。

## 概要
大隊長は2等陸佐が充てられ、大隊本部、本部管理中隊、3個施設中隊で編成され、第6師団隷下部隊に対する施設作業を担任する。第6施設大隊長は、第6師団司令部の施設課長を兼任する。

## 沿革
第520施設大隊
- 1951年（昭和26年）4月：第520施設大隊が京都府宇治市に発足。
- 1952年（昭和27年）
  - 1月：第520施設大隊が京都府宇治市から京都府舞鶴駐屯地に移駐。
  - 10月：警察予備隊が保安隊となる。

第531施設大隊
- 1952年（昭和27年）11月22日：第520施設大隊を改称して独立第531施設大隊が舞鶴駐屯地で編成完結。
- 1953年（昭和28年）2月25日：独立第531施設大隊が舞鶴駐屯地から久居駐屯地へ移駐。

第105施設大隊
- 1954年（昭和29年）7月1日：陸上自衛隊へ移管[1]。第531施設大隊が第105施設大隊に改称。
- 1957年（昭和32年）12月7日：第105施設大隊が久居駐屯地から神町駐屯地へ移駐。第6管区隊に隷属。
- 1960年（昭和35年）
  - 7月：第105施設大隊が第6管区隊隷下から東北方面隊隷下となる。
  - 8月12日：第6施設大隊（福島駐屯地）が第105施設大隊へ改称。

第6管区隊第6施設大隊
- 1954年（昭和29年）
  - 9月25日：第6管区隊編成により、第6施設大隊が南古河駐屯地において編成完結。第6管区隊に隷属。
  - 12月22日：第6施設大隊が南古河駐屯地から福島駐屯地に移駐。

- 1956年（昭和31年）8月7日：第6管区隊の妙高山系における陸上自衛隊初の山地研究演習に参加（～8月9日まで）。
- 1960年（昭和35年）8月12日：第105施設大隊（神町駐屯地）が第6施設大隊に改称され第4施設中隊を新編。再び第6管区隊の隷下となる。

第6師団第6施設大隊
- 1962年（昭和37年）8月15日：第6管区隊の第6師団への改編。

1. 第6師団第6施設大隊編成完結。第6師団に隷属。
2. 第4施設中隊を廃止。

- 1966年（昭和41年）10月：第6施設大隊歌が完成。
- 1970年（昭和45年）3月10日：第6師団の甲師団化に伴い、第4施設中隊を再編。
- 1991年（平成 ３年）8月：特定部隊編成完結（第4施設中隊を教育中隊に指定）。
- 1999年（平成11年）3月：第6師団改編。第6施設大隊編成完結（第4施設中隊を即応予備自衛官担当中隊に指定）。
- 2001年（平成13年）11月：第6施設大隊創隊50周年。

- 2006年（平成18年）3月27日：第6師団改編。

1. 第4施設中隊を廃止。
2. 後方支援体制変換に伴い、整備部門（本部管理中隊整備小隊等）を第6後方支援連隊第1整備大隊施設整備隊へ移管。

- 2008年（平成20年）6月：岩手・宮城内陸地震災害派遣。
- 2014年（平成26年）3月：第6施設大隊改編。交通小隊第2器材班を新編。
- 2015年（平成27年）3月：07式機動支援橋を装備。

## 部隊編成
- 第6施設大隊本部
- 本部管理中隊「6施-本」
  - 中隊本部
  - 大隊本部班
  - 偵察班
  - 通信小隊
  - 補給小隊
  - 交通小隊
  - 渡河器材小隊：07式機動支援橋
  - 衛生小隊
- 第1施設中隊「6施-1」
- 第2施設中隊「6施-2」
- 第3施設中隊「6施-3」

廃止部隊
- 第4施設中隊「6施-4」（神町駐屯地）：1962年（昭和37年）8月15日廃止。1970年（昭和45年）3月10日再編。2006年（平成18年）3月27日再び廃止。

## 整備支援部隊
- 第6施設大隊本部管理中隊整備小隊「6施-本」（神町駐屯地）：2006年（平成18年）3月26日まで。
- 第6後方支援連隊第1整備大隊施設整備隊「6後支-1整-施」（神町駐屯地）：2006年（平成18年）3月27日から

## 主要装備
- 92式地雷原処理車
- 70式地雷原爆破装置
- 89式地雷原探知機セット
- 81式自走架柱橋
- 07式機動支援橋
- 75式ドーザ
- 中型ドーザ
- 大型ドーザ
- グレーダ
- 掩体掘削機
- 資材運搬車
- バケットローダ
- トラッククレーン
- 軽徒橋
- パネル橋
- 70式自走浮橋
- 1/2tトラック / 73式小型トラック
- 1 1/2tトラック / 73式中型トラック
- 3 1/2tトラック / 73式大型トラック
- 7tトラック / 74式特大型トラック
- 89式5.56mm小銃
- 5.56mm機関銃MINIMI
- 12.7mm重機関銃M2
- 84mm無反動砲
- 110mm個人携帯対戦車弾